# Underneath
Underneath és la 4a pel·lícula de l'estatunidenc Steven Soderbergh estrenada el 1996. La pel·lícula és un remake de Criss Cros, adaptació d'una novel·la de Don Tracy.

## Argument
Michael Chambers contacta amb el seu passat tornant a la seva ciutat natal, a Texas. Al retorn, s'adona que la seva mare ha refet la seva vida i que el seu germà està molt gelós d'ell. Rachel, la seva dona, viu amb Tommy, que s'ocupa d'ella com Michael mai no ho ha fet. Quan intentarà prendre Rachel al "control" de Tommy, quedaran tots tres atrapats per mentides, desig, perill ...

## Repartiment dels papers
- Peter Gallagher: Michael Chambers
- Alison Elliott: Rachel
- William Fichtner: Tommy Dundee
- Adam Trese: David Chambers
- Joe Don Baker: Clay Hinkle
- Paul Dooley: Ed Dutton
- Elisabeth Shue: Susan Crenshaw
- Shelley Duvall: la dida
- Anjanette Comer: Madame Chambers
- Steven Soderbergh: el fumador al concert (no surt als crèdits)

## Al voltant de la pel·lícula
- Steven Soderbergh surt als crèdits com a coguionista sota el pseudònim de Sam Lowry.
- La pel·lícula va estar nominada en la categoria millor fotografia a l'Independent Spirit Award.
- Amb un pressupost de 6,5 milions de dòlars en taquilla només va guanyar 536.023 dòlars.[1]